# PPBM
『PPBM』（ピーピービーエム）は、中京テレビ制作のバラエティ番組。番組名は「ペンパイナッポーボーイズアンドメン」という読み方も示されている。2017年4月8日（7日深夜）0:30 - 0:59にプレ番組『PPBMってなぁ〜に？〜ボイメン動画10本発射直前SP〜』が放送され、4月29日から2018年3月31日まで土曜未明（金曜深夜）の同時間帯に月1回のレギュラー番組として放送された。
男性グループBOYS AND MENが、古坂大魔王のアドバイスを受けながらオリジナルのネット動画を制作する番組である。制作した動画は中京テレビの動画配信サービス・Chuun上で配信している。

## 概要
中京テレビにおけるBOYS AND MENのレギュラー番組としては、水曜未明（火曜深夜）に放送されていた『ボイメン2泊3日 ツタエル・トラベル』に続く番組となる。プレ番組は、『ツタエル・トラベル』最終回の収録現場にいるBOYS AND MENに、中継でつながった古坂大魔王扮するピコ太郎がこの番組のスタートと番組趣旨を伝えるものであった。
BOYS AND MENのメンバー10人が、それぞれが制作したオリジナル動画「BMM（ボイメンムービー）」を週に1度Chuunにアップして、月ごとに発表される動画再生回数ランキング「BMMランキング」を10人（2回目からは、BOYS AND MENの後輩グループ・祭nine.を加えた11組）で競い合う。これらの動画に対し、YouTube上に発表した動画作品「ペンパイナッポーアッポーペン（PPAP）」によってピコ太郎を世界的なブレークに導いた古坂大魔王がご意見番となり、批評や助言をする。この番組は「ネット動画がメイン、テレビがサブ」というスタンスであり、これに対して古坂は「今後はこれが主流になっていくはず」・「ネット配信は、ローカル局にとってチャンス」といった評価をしている。2017年12月、動画の一部をYouTube上で配信するようになった。
番組の収録は、スタジオにカメラマンは不在で、無人の定点カメラで撮影するスタイルで行われ、ほぼノーカットの「『疑似』生放送形式」による収録内容が放送される。BOYS AND MENと祭nine.はこのスタジオとは別の「控室」で待機してスタジオと中継でやり取りを交わし、BMMランキングから古坂が気になる動画をピックアップする「大魔王チェック」により、古坂に呼ばれたメンバーのみがスタジオに移動してトークをする。
2018年3月の放送をもって番組は終了。次のBOYS AND MENの中京テレビにおけるレギュラー番組は辻本達規がMCを務め、他のメンバーが週替わりで出演する『ササシマBASE Lab.』で、本番組と同じ土曜未明で毎週放送の番組となる。動画の配信はChuunにおいて続けられることとなった。

## 出演者
- BOYS AND MEN（水野勝・田中俊介・田村侑久・辻本達規・小林豊・本田剛文・勇翔・平松賢人・土田拓海・吉原雅斗）
- 古坂大魔王：ご意見番。プレ番組ではピコ太郎としても出演した[2]。
- 稲村沙綾（中京テレビアナウンサー）：番組の進行役。ナレーターを兼ねる。
- 祭nine.（寺坂頼我・野々田奏・清水天規）

## BMM
BMM（ボイメンムービー）は、古坂の助言により、1分に満たないものから数分間の短い動画として作られる。動画はひとつの企画がシリーズとして続くが、ランキングが低迷したり内容に行き詰まったりすると、それぞれの判断で企画を変更する。放送から半年が経った時点で、それまで企画を変えていなかったメンバーもほとんどが企画を変更したが、辻本達規と土田拓海の2人だけは開始時から最後まで企画を変えなかった。BMMランキングで1位を獲得すると、番組ホームページとChuunのトップ画面の背景色が1か月間そのメンバーのテーマカラーに（水野勝ならば金色、土田拓海ならば紫色、といったように）なる、というシステムがある。
水野勝
水野の本当の飼い犬であり、「弟」として溺愛するチワワの「チャム」とひたすらに戯れる『チャムとマサル〜How cute!〜』からスタート。初回から群を抜く再生回数を得て2か月連続の1位を獲得し、以降も高い順位をキープした。半年経って、幼児を相手に育児に挑戦する新企画『イクメンマサルん』を開始。これも高い順位を保った。
田中俊介
バッティングセンターでホームランを打つこと目標にした『野球部 田中のこれがホームランだ!』からスタート。なかなかホームランを打てず、写経、チアリーディング、空中ブランコなど、「精神修行」と称する謎の挑戦に振り回され続けた。半年経って、トランポリンを使ってジェスチャーをする『表現者田中のフライングジェスチャー』に切り替えた。『野球部…』で一度、1位を獲得している。
田村侑久
ヘルメットに装着した小型カメラを使った街歩きロケ企画『タムラカメラ』からスタート。その後ロケ企画『タムタムさがし』・『イケ面ジャンパータムラ』・『田村侑久の1分間全力サービス』など、頻繁に企画を切り替えたが、どれも高順位に付けなかった。
辻本達規
ランニングシャツに短パンという姿で、太もも（内転筋）の内側に風船を挟み、その風船が外れないようにしながら様々なことにチャレンジする『辻本達規の内転筋最強伝説』からスタート。チャレンジは失敗が続いているが、古坂は「これは成功しないから面白い」という評価をしている。辻本はこれから企画を一度も変えていないが、「内転筋に違和感をおぼえた」という理由で、2週だけ「特別編」として他メンバーの楽屋での様子をレポートする『辻本達規の自撮りでウラドリ!』を配信。この月のランキングで1位を獲得した。
小林豊
「お取り寄せグルメ」を2つ取り寄せ、一人紙相撲で勝敗を決める『ゆーちゃむのお取り寄せトントン』からスタート。以降、お取り寄せ企画『サロン・ド・ゆーちゃむ』、特技である料理をいかした『ゆーちゃむの瞬感クッキング』とグルメ・料理を軸に企画を変え続けているが、高順位に付けないでいた。2018年に、苦手とする運動競技に取り組むさまを見せる『ユタカのちょっと見てろよ』を始め、そこで初の1位を獲得した。
本田剛文
裸でサウナに入った本田が時事問題を解説する『本田剛文の金曜サウナ塾』からスタート。古坂はこれに好反応を示したが、ランキングは上がらなかった。サウナを脱して色々な場所・シチュエーションによる『本田剛文の金曜？塾』へのマイナーチェンジ、『本田版・現代ことわざ』、『妄想歴史プレゼン』などトークを軸とした企画を続けるも最下位にすらなるほどランキングは低迷したが、「ベッドで本田が語りかける」というシチュエーションの『おやすみ前のひととき〜honda's bedroom〜』でランキングが急上昇。2か月連続で1位を獲得した。
勇翔
画面に映ってから消えるまで終始「決め顔」のカメラ目線で、その間に一言も発さない動画『勇翔がフレームインして、フレームアウト』からスタート。古坂は「これは世界で通用する」と絶賛した。これ以降も「喋るのは得意ではないから」と、『勇翔のマネキンチャレンジ』・『勇翔の顔面偏差値』と、「寡黙なイケメン」という自身のキャラクターイメージに沿った企画を続けている。初回では2位にランクインしたが、それ以降は中位から下位の順位にとどまった。
平松賢人
平松が美容室の女性スタッフからシャンプーを施される様子を、平松の視点からとらえた『平松のシャンプー美女図鑑』からスタート。古坂からは「エロチシズムがある」と評価されたが、ランキングは3か月連続で最下位という結果であった。色々な楽曲についてそれを上手に歌うための方法を指導をする『ヴォーカリスト平松』に切り替えてランキングを上げたが、それも次第に順位を落としてふたたび最下位になった。2018年からは趣味であるカメラをいかした『ダジャレでフォトジェニック』を開始した。
土田拓海
「自宅の部屋のようなラフな雰囲気の場所から、固定したカメラの前で『試してみた』・『踊ってみた』・『描いてみた』などの、いわゆる『やってみた』ジャンルの動画を配信する」という、多くのYouTuberのスタイルをあからさまに模倣した『タクミンTV』からスタートし、以後ずっとこの企画を続けている。3回目の放送で水野を破って1位を獲得し、以降もずっと中位から上位をキープしてた。
吉原雅斗
好物の餃子を食べ歩く『＃吉原 ＃ギョウザ』からスタート。ランキングは低迷し、古坂の「インターネットは止まっちゃダメ、反応が無かったらサッと次に行く」・「餃子より好きなものは何？」といったアドバイスを受け、メンバーのなかでいち早く企画を変更した。特技であるダンスを取り入れた『吉原雅斗の何の曲で踊っているでShow Time!』で一気にランキングを上げ、2か月連続で1位を獲得した。以後ずっとこの企画を続けた。
祭nine.
祭nine.7人の中から寺坂頼我・野々田奏・清水天規の3人が1組のチームとして出演。動画もすべて3人1組でのものである。一見簡単そうなチャレンジに3人全員が成功することを目指す『祭nine.の3人でできるもんっ!』からスタート。半年後に『祭nine.の神輿だ!わっしょい!ぴったんこ!』に企画を変更。ランキングは低迷し最下位になることが多かったが、2018年2月に1位を獲得した。

### コラボレーション
2017年10月の放送回で、特技である料理をテーマにした動画を作る小林豊に対して、調理師免許を持つ清水天規が「僕は小林さんより料理がうまい」と挑発してきた。これを受けて古坂大魔王は、「コラボレーションもアリだと思うよ」と提案。小林と清水が料理対決をした他、以下のゲストを招いた動画が作成された。2017年12月30日、1時間の拡大版『PPBM 奇跡のコラボ！2度と出来ませんSP』としてこれらの撮影風景を放送した。
- デカキン（YouTuber）：水野勝・土田拓海と大食い動画を制作。2人はデカキンからYouTube動画の撮影・編集のテクニックを学んだ。
- 須田亜香里・松村香織（SKE48）：田中俊介と佐久島で「インスタ映え」する写真撮影に挑戦する「“超”インスタ映えチャレンジ旅」を実行。これは須田と松村が、同じSKE48の松井珠理奈がChuunで配信する動画『松井珠理奈のインスタ映え100枚チャレンジ旅』に対抗する企画として生まれたものである[11]。
- 上島竜兵（ダチョウ倶楽部）：古坂の提案により、『辻本達規の内転筋最強伝説』に出演。辻本は「低周波治療器」や「熱々おでん」といった上島が得意とするリアクション芸に挑んだ。

レギュラー放送最終月の2018年3月はランク付けを行わず「コラボ祭り」と称して、小林豊と水野勝による対決企画『男の5番勝負』、『辻本達規の内転筋最強伝説』に他のメンバーが挑む企画、本田剛文の『おやすみ前のひととき』を他のメンバーがやってみる企画など、BOYS AND MENメンバー間のコラボレーションによる動画を多く配信した。『おやすみ前のひととき』には狩野英孝がゲスト出演した。

## スタッフ
- 構成：富田恭彦、山口トンボ
- ディレクター：中岡孝太、柴草昂太、馬場聖人、鈴木佑都
- 演出：清水信吾
- プロデューサー：風間一徳、市健治
- 制作協力：CTV MID ENJIN、スター、第一舞台、新光企画
- 製作著作：中京テレビ

過去のスタッフ
- プロデューサー：武藤利宣

## 関連番組
祭nine.の寺坂頼我・野々田奏・清水天規は、本番組と同じく土曜未明に中京テレビで放送されていた番組『ちょびっとChuun』の中で、『PPBM』およびBMMを紹介するコーナー「週刊ボイメンムービー」を担当した。『ちょびっとChuun』は2017年9月に終了したが、同様に土曜未明放送の情報番組『はやりば』に、10月から清水がレギュラー出演。この番組で清水はChuunの動画を紹介する役割を担い、ChuunのプログラムであるBMMおよび『PPBM』を紹介した（『はやりば』は本番組と同日に終了した）。